# Facundo Pons
Facundo Pons (Venado Tuerto, 22 novembre 1995) è un calciatore argentino, attaccante del Def. de Belgrano.

## Caratteristiche tecniche
È un centravanti.

## Carriera
Ha esordito in Primera División il 30 luglio 2019 disputando con l'Arsenal Sarandí l'incontro vinto 1-0 contro il Banfield.